# Società Ginnastica Gallaratese 1935-1936
Questa voce raccoglie le informazioni riguardanti la Società Ginnastica Gallaratese nelle competizioni ufficiali della stagione 1935-1936.

## Rosa
| N. |                   | Ruolo | Calciatore            |
| -- | ----------------- | ----- | --------------------- |
|    | Italia (bandiera) | A     | Luigi Angiolini       |
|    | Italia (bandiera) | C     | Teodoro Badà          |
|    | Italia (bandiera) | C     | Sergio Beolchini      |
|    | Italia (bandiera) | D     | Giovanni Berrini      |
|    | Italia (bandiera) | A     | Cesare Biganzoli      |
|    | Italia (bandiera) | D     | Renato Bizzozzero     |
|    | Italia (bandiera) | C     | Gian Carlo Bossi      |
|    | Italia (bandiera) | P     | Domenico Bonzi        |
|    | Italia (bandiera) | D     | Ugo Bottini           |
|    | Italia (bandiera) | D     | Alessandro Broggi     |
|    | Italia (bandiera) | A     | Giovanni Candiani     |
|    | Italia (bandiera) | D     | Romildo Casarico      |
|    | Italia (bandiera) | D     | Francesco Ceriotti    |
|    | Italia (bandiera) | A     | Giuseppe Chierichetti |
|    | Italia (bandiera) | C     | Alberto Citterio      |
|    | Italia (bandiera) | D     | Emilio Crenna         |
|    | Italia (bandiera) | A     | Angiolino Fedeli      |

| N. |                   | Ruolo | Calciatore           |
| -- | ----------------- | ----- | -------------------- |
|    | Italia (bandiera) | C     | Vittorio Gatti       |
|    | Italia (bandiera) | A     | Camillo Giuliani     |
|    | Italia (bandiera) | C     | Ermelindo Magugliani |
|    | Italia (bandiera) | C     | Angelo Mantovani     |
|    | Italia (bandiera) | C     | Augusto Mazzoleni    |
|    | Italia (bandiera) | A     | Serafino Minoli      |
|    | Italia (bandiera) | C     | Nazzari              |
|    | Italia (bandiera) | A     | Marco Perfetti       |
|    | Italia (bandiera) | A     | Guido Perina         |
|    | Italia (bandiera) | A     | Giuseppe Pinciroli   |
|    | Italia (bandiera) | D     | Carlo Pontiggia      |
|    | Italia (bandiera) | A     | Ermenegildo Provasi  |
|    | Italia (bandiera) | C     | Bruno Puricelli      |
|    | Italia (bandiera) | C     | Luigi Rabolini       |
|    | Italia (bandiera) | C     | Secondo Tessiora     |
|    | Italia (bandiera) | P     | Giulio Zaro          |
|    | Italia (bandiera) | C     | Alfredo Zocca        |